# 狄奥多西广场

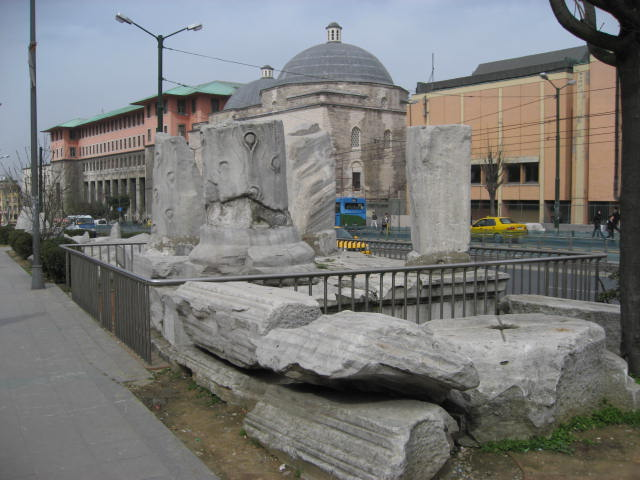
广场遗迹

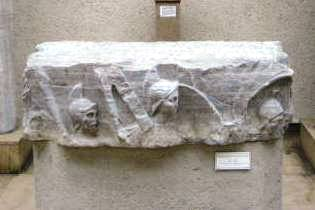
大理石纪念柱片段

狄奥多西广场 (希臘語：φόρος Θεοδοσίου，今 Beyazit 广场）位于君士坦丁堡，最初由君士坦丁大帝所建，名为公牛广场（Forum Tauri）。393年以皇帝狄奥多西一世命名，他模仿罗马的图拉真广场重建这个广场，周围是教堂、浴场等公共建筑，以及柱廊，中心是一个罗马凯旋柱，柱顶是狄奥多西一世雕像。柱壁浮雕描绘皇帝战胜蛮族的场景。内部螺旋楼梯让游客到达柱顶。狄奥多西柱一直存在到15世纪末，一些碎片曾用来兴建 Patrona Halil浴场。 